# France aux Jeux olympiques d'hiver de 2002
Cet article contient des informations sur la participation et les résultats de la France aux Jeux olympiques d'hiver de 2002 à Salt Lake City aux États-Unis.
L'équipe de France olympique  a remporté 11 médailles (4 en or, 5 en argent, 2 en bronze), se situant à la 6e place des nations au tableau des médailles.
Le porte-drapeau de la délégation française était la skieuse Carole Montillet.
Les 2 DTN étaient Gerard Rougier Pour la FFS et Jean Michel Oprendeck pour la FFSG

## Bilan général
| Place | Sport               | Médaille d'or, Jeux olympiques | Médaille d'argent, Jeux olympiques | Médaille de bronze, Jeux olympiques | Total |
| ----- | ------------------- | ------------------------------ | ---------------------------------- | ----------------------------------- | ----- |
| 1     | Ski alpin           | 2                              | 2                                  | 0                                   | 4     |
| 2     | Snowboard           | 1                              | 2                                  | 0                                   | 3     |
| 3     | Patinage artistique | 1                              | 0                                  | 0                                   | 1     |
| 4     | Biathlon            | 0                              | 1                                  | 1                                   | 2     |
| 5     | Ski acrobatique     | 0                              | 0                                  | 1                                   | 1     |
| Total | Total               | 4                              | 5                                  | 2                                   | 11    |

## Liste des médaillés français

### Médailles d'or
| Sport               | Discipline          | Sportifs                         | Performance |
| Médailles d'or : 4  |                     |                                  |             |
| Ski alpin           | Descente (D)        | Carole Montillet                 |             |
| Ski alpin           | Slalom (H)          | Jean-Pierre Vidal                |             |
| Snowboard           | Géant parallèle (F) | Isabelle Blanc                   |             |
| Patinage artistique | Danse               | Marina Anissina Gwendal Peizerat |             |

### Médailles d'argent
| Sport                  | Discipline            | Sportifs        | Performance |
| Médailles d'argent : 5 |                       |                 |             |
| Biathlon               | 12,5 km poursuite (H) | Raphaël Poirée  |             |
| Ski alpin              | Slalom (H)            | Sébastien Amiez |             |
| Ski alpin              | Slalom (D)            | Laure Péquegnot |             |
| Snowboard              | Géant parallèle (F)   | Karine Ruby     |             |
| Snowboard              | Half Pipe (F)         | Doriane Vidal   |             |

### Médailles de bronze
| Sport                   | Discipline            | Sportifs                                                     | Performance |
| Médailles de bronze : 2 |                       |                                                              |             |
| Ski acrobatique         | Bosses (H)            | Richard Gay                                                  |             |
| Biathlon                | Relais 4 × 7,5 km (H) | Vincent Defrasne Gilles Marguet Raphaël Poirée Julien Robert |             |

## Engagés français par sport

### Hockey sur glace
L'équipe de hockey joue dans le groupe B et finit à la dernière place avec un match nul et deux défaites. Elle affronte donc la Slovénie pour le match de la 13e place. Les français sont battus 7 buts à 1 et finissent donc à la dernière place du tournoi.
- Attaquants : Richard Aimonetto, Philippe Bozon, Arnaud Briand, François Rozenthal, Maurice Rozenthal, Yorick Treille, Benoît Bachelet, Guillaume Besse,
- Défenseurs : Stéphane Barin, Baptiste Amar, Vincent Bachet,
- Gardiens : Cristobal Huet et Fabrice Lhenry